# 大阪府立箕面支援学校
大阪府立箕面支援学校（おおさかふりつ みのおしえんがっこう）は、大阪府箕面市船場東三丁目にある府立特別支援学校。

## 概要
大阪府立としては15番目の養護学校（特別支援学校）として1985年に開校した。小学部・中学部・高等部の課程を設置し、小学部・中学部では肢体不自由のある児童・生徒を対象に、また高等部では肢体不自由と知的障害のある生徒を対象にした支援教育をおこなっている。また地域の小学校、中学校、高等学校との交流活動を重視している。
また地域の学校園で肢体不自由児支援教育を担当している教員を対象に、指導に関する相談活動も実施している。

## 設置学部
- 小学部
- 中学部
- 高等部
  - 普通課程（肢体不自由）
  - 生活課程（知的障害）

## 沿革
- 1984年3月22日 - 大阪府立第15養護学校（仮称）の設置予算が、大阪府議会で議決される。
- 1984年6月7日 - 学校工事契約締結にかかる議決が可決。同日に工事着工。（この日を創立記念日とする）
- 1984年12月22日 - 大阪府条例が大阪府議会で可決されたことに伴い、大阪府立箕面養護学校の校名が正式決定。
- 1985年1月1日 - 条例に基づいて大阪府立箕面養護学校を設置。同年1月4日付で大阪府立豊中養護学校内に設立準備室が設置される。
- 1985年4月1日 - 開校
- 1987年11月13日 - 体育館完成
- 1998年3月26日 - プール完成
- 2008年4月1日 - 学校名を「大阪府立箕面支援学校」に変更

## 通学区域
小学部・中学部・高等部（肢体不自由児支援教育）
- 豊中市
- 池田市
- 箕面市
- 能勢町
- 豊能町
- 吹田市

高等部（知的障害児支援教育）
箕面市

## 交通
- 北大阪急行電鉄 箕面船場阪大前駅 東へ約800m。
- 阪急バス 新船場北橋バス停、新船場南橋バス停（千里中央駅、箕面駅、豊中駅からバス乗車）